# Sikorsky S-67
El Sikorsky S-67 Blackhawk fue un prototipo de helicóptero de ataque de inversión privada, construido en 1970 con fondos de Sikorsky Aircraft R&D. Este helicóptero biplaza en tándem fue diseñado en torno a los sistemas de rotor y transmisión del Sikorsky S-61, creado para servir como un helicóptero de ataque o para transportar hasta 8 soldados al escenario de combate.

## Historia operacional

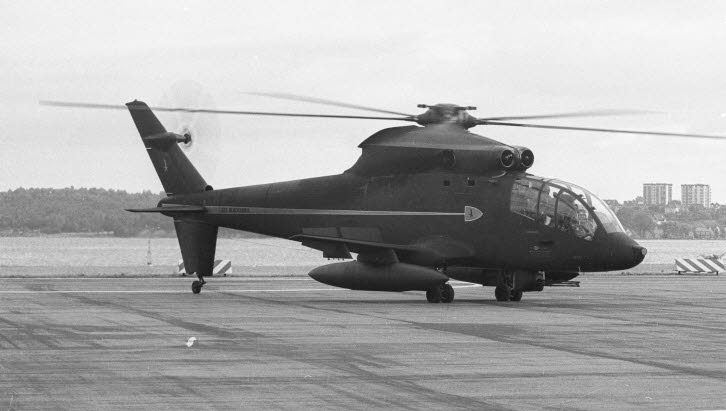
El desarrollo americano se encuentra en una gira promocional por Europa.

### Accidente fatal
El único prototipo S-67 se estrelló mientras realizaba una demostración acrobática a baja altitud en el Farnborough Airshow de septiembre de 1974. Durante una maniobra de tonel a baja altitud, un mal control provocó un excesivo descenso en altitud de la aeronave que eliminó el margen de seguridad para una culminación segura de la maniobra. La aeronave golpeó el suelo en una actitud nivelada e inmediatamente estalló en llamas. El piloto de pruebas de Sikorsky Stu Craig falleció en el impacto, y el piloto de pruebas Kurt Cannon falleció nueve días después debido a las lesiones sufridas. El trabajo en el desarrollo del S-67 cesó después del accidente.
El nombre "Blackhawk" fue asignado posteriormente por el Ejército de los Estados Unidos al helicóptero utilitario UH-60, aunque el nombre fue modificado a Black Hawk para distinguir entre el nombre del nuevo helicóptero y el S-67.

## Especificaciones
Referencia datos: Illustrated Encyclopedia of Helicopters

### Características generales
- Tripulación: 2
- Capacidad: 8 soldados
- Carga: 3.600 kg
- Longitud: 22,6 m
- Diámetro rotor principal: 18,9 m
- Altura: 4,57 m
- Peso vacío: 5.681 kg
- Peso máximo al despegue: 11.010 kg
- Planta motriz: 2× turboeje General Electric T58-GE-5.
  - Potencia: 1.100 kW 1.500 HP cada uno.
- Hélices: rotor principal y rotor de cola ambos de 5 palas

### Rendimiento
- Velocidad nunca excedida (Vne): 370 km/h
- Velocidad máxima operativa (Vno): 311 km/h
- Alcance: 354 km
- Techo de vuelo: 5.180 m (20.000 ft)

### Aeronaves similares
- Bell 309
- Lockheed AH-56 Cheyenne
- Mil Mi-24